# تخته نرد
نرد، تخته نرد، یا نردشیر (به انگلیسی: Backgammon) از بازی‌های فکری و متکی به برنامه‌ریزی، روش، شمارش و شانس است. در این بازی دو نفره، طرفین مهره‌های خود را بر اساس دو عددی که بر روی تاس ظاهر می‌شوند، در جهت حرکت عقربه‌های ساعت یا خلاف آن حرکت می‌دهند و در آخر از صفحهٔ بازی خارج می‌کنند. در پایان، بازیکنی برنده خواهد بود که سریع‌تر تمام مهره‌های خود را از زمین بازی خارج کرده‌باشد. همچنین این بازی پس از بازی‌های گو و چکرز سومین بازی دنیاست که در میان مردمان اروپای شرقی و مردم خاورمیانه به ویژه مردم ایران رایج است. در بعضی از مناطق ایران به این بازی "نردستان" یا "تخته نردستان" می‌گویند.

## تاریخچه

### ایران

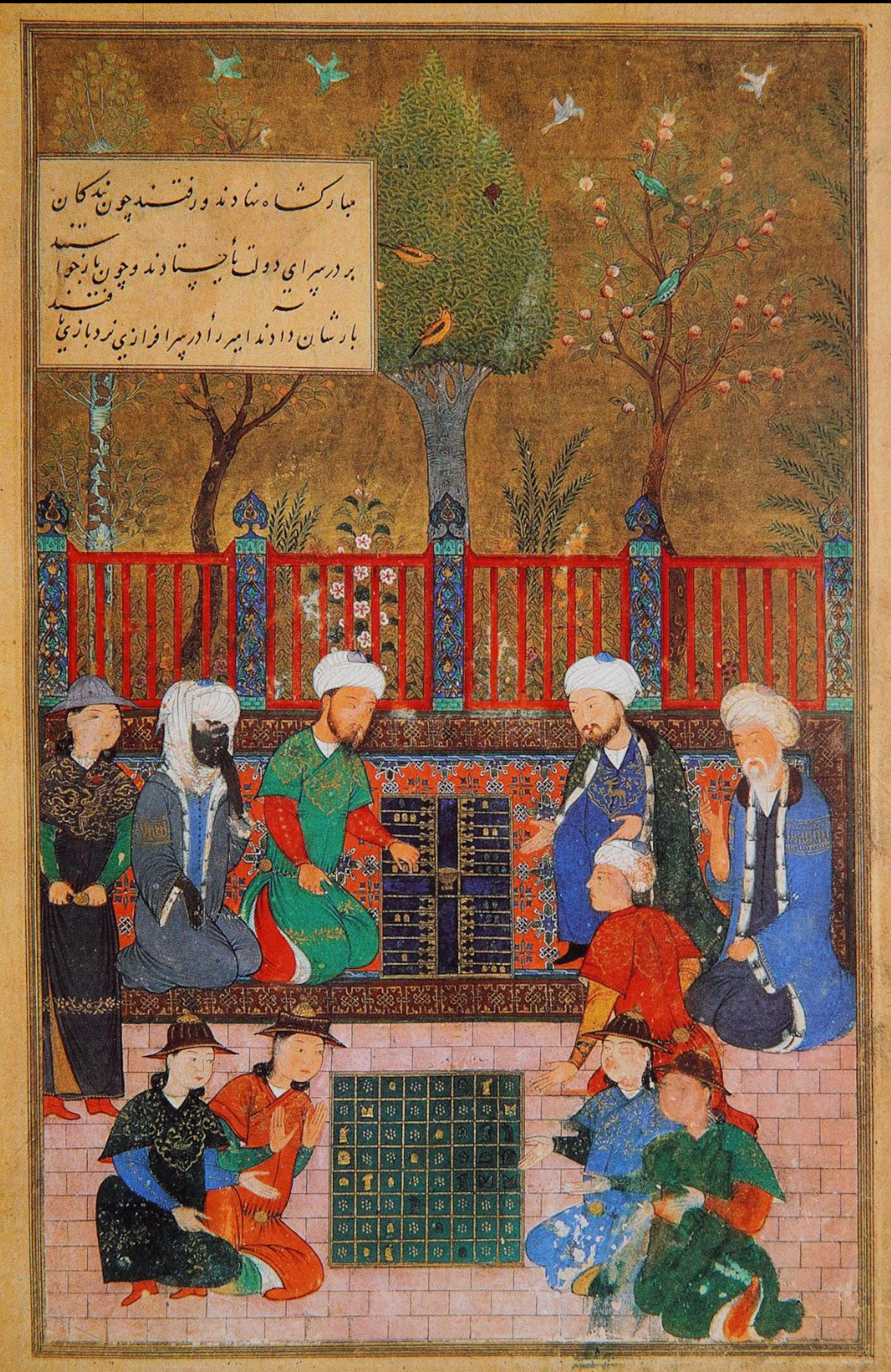
برگی از شاهنامه بایسنقری که شطرنج‌بازان و تخته‌نردبازان را می‌نمایاند.

کاوشهای باستان‌شناسی در شهر سوخته نشان می‌دهد این بازی در ۳۰۰۰ سال پیش از میلاد در ایران وجود داشته‌است. مجموعه‌ای به‌شمار ۳۰ مهره و دو تاس در یک صفحه‌ای که نگاره‌ای از مار بر روی آن است و در شهرسوخته یافت شده‌است. این مجموعه ۱۰۰ تا ۲۰۰ سال قدیمی‌تر از مجموعه‌ای است که در شهر اور پیدا شده‌است.
نخستین بازی ساختهٔ دست بشر که در واقع ریشه‌ی بازی تخت نرد و شاید شطرنج هم شناخته می‌شود و مربوط به حدود ۶ هزار سال پیش زمان تمدن عیلام در خوزستان منطقه ایذه و شوش می‌باشد، صفحهٔ بازی‌ای است که در شهر سوخته‌ی سیستان و بلوچستان از گور باستانی موسوم به شمارهٔ ۷۶۱ به همراه ۶۰ مهرهٔ آن کشف‌شده است. این بازی از چوب آبنوس ساخته‌شده و به شکل ماری است که ۲۰ بار به دور خود حلقه‌زده و دمش را در دهان گرفته‌است. مهره‌ها و تاس‌های آن که با تاس‌های امروزی کاملاً متفاوت‌اند، در یک ظرف سفالی در کنار صفحهٔ بازی قرار داشته‌اند و از سنگ‌های رایج در شهر سوخته یعنی از لاجورد، عقیق و فیروزه ساخته‌شده‌بودند. تا پیش از این گمان می‌رفت که صفحهٔ بازی پیدا شده در گورستان سلطنتی اور در بین‌النهرین (عراق کنونی) کهن‌ترین بازی ساخته شده به دست بشر می‌باشد. نمونه دیگری از قدیمی‌ترین بازی‌های صفحه و مهره‌ای دنیا که کشف شده مربوط به پنج هزار سال پیش و به شکل عقاب و عقرب از جنس سنگ صابونی در حاشیه هلیل‌رود در جیرفت کرمان در پی کاوش‌های یوسف مجیدزاده کشف شد و دارای سوراخ‌هایی (خانه‌هایی) است که مهره‌ها در آن جای می‌گرفته‌اند. نمونه‌های دیگری نیز از بازی‌ها در تپه سیلک کاشان، صخره‌های جزیره خارگ واقع در خلیج فارس کشف شده‌است. محققان این نوع بازی‌های صفحه و مهره‌ای که تعداد بیشتر و نمونه‌های قدیمی‌تر آن‌ها در ایران کشف‌شده و البته در بین دیگر تمدن‌های دنیا مانند چین، مصر و… وجود داشته را منشأ بازی امروزی نرد نامیده‌اند. در واقع همه این بازی‌های ابتدایی به گونه‌ای بودند که تعدادی سنگ یا مهره را در صفحه‌ای که دارای خانه‌هایی به تعداد مختلف بوده، جابه‌جا می‌کردند و مهره‌ها را از یک نقطه آغازی به یک نقطه پایانی می‌رساندند.

#### اسناد
یک نوشتهٔ پهلوی بنام چترنگ نامگ (ماتیکان چترنگ یا گزارش شطرنج) این بازی را بزرگمهر در پاسخ به بازی شطرنج که پادشاه هندوستان برای انوشیروان می‌فرستد، ابداع می‌کند و به پاس اردشیر بابکان، بنیانگذار سلسله ساسانی آن را «نیواردشیر» به معنای اردشیر دلیر نام می‌نهد. بنا به متن کتاب چترنگ نامگ، بزرگمهر در ساخت تخت نرد از نمادهای گوناگونی که عموماً مربوط به باورهای زرتشتی است الهام می‌گیرد. مانند تشبیه صفحهٔ بازی به کره زمین، چهار بخش زمین بازی به چهار فصل سال، سیاهی و سپیدی مهره‌ها به شب و روز، تعداد مهره‌ها به تعداد روزهای یک ماه، گردش تاس‌ها به چرخش افلاک و ستارگان و گردش مهره‌ها به حرکت مردمان تشبیه شده‌است. همچنین چیدن مهره‌ها در آغاز بازی به آفرینش دنیا و برخورد و گذر مهره‌ها از یکدیگر را به برخورد و گذر انسان‌ها به هم در این زندگی و در انتها بیرون رفتن آن‌ها از صفحه بازی به مرگ تشبیه گردیده‌است.
نمادپردازی حتی در شرح شماره تاس‌ها نیز دیده می‌شود که ۱ نشان اهورامزدا؛ ۲ نشان دو مینو (انگره مینو و سپنتا مینو)؛ ۳ نشان پندار، گفتار و کردار نیک؛ ۴ نشان عنصرهای چهارگانه خلقت یعنی آب، باد، خاک، آتش؛ ۵ نشان پنج روشنی خورشید، ماه، ستاره، آتش، آذرخش و ۶ به شش گاهنبار مانند شده‌است. در تلمود نیز به این بازی اشاره شده‌است و جالب اینجاست که جمع اعداد رو به روی هم در طرفین تاس‌ها همواره هفت یعنی عددی که برای ایرانیان گرامی بوده‌است می‌باشد. چنان‌که در برابر یک، شش نهاده‌اند و در مقابل دو، پنج و در مقابل سه، چهار. ظرف نقره‌ای بازمانده از دوران ساسانیان است که در نقوش این ظرف نشان می‌دهد سربازان ساسانی به بازی نرد و کشتی مشغول هستند.شاهنامه فردوسی است که در بخش «در نهادن شطرنج» این بار در قالب شعر به داستان ساخت تخت نرد می‌پردازد. داستان با این اشعار آغاز می‌شودک
سپاس از خداوند خورشید و ماه
که رَستم ز بوزرجمهر و ز شاه
چون این کار دلگیرت آمد به‌بُن
ز شطرنج باید که رانم سَخُن
چنین آگهی یافت شاه جهان
ز گفتار بیدار کار آگاهان
که آمد فرستادهٔ شاه هند
ابابیل و چتر و سواران سند
بیاورد پس نامه‌ای بر پرند
نبشته به نوشین روان رای هند
بدانند هر مهره‌ای را به نام
که گویند پس خانه او کدام
پیاده بدانند و پیل و سپاه
رخ و اسپ و رفتار فرزین و شاه
گر این نغزبازی به جای آورند
درین کار پاکیزه رای آورند
همان باژ و ساوی که فرمود شاه
به‌خوبی فرستم بران بارگاه
و گر نامداران ایران گروه
ازین دانش آیند یکسر ستوه
چو با دانش ما ندارند تاو
نخواهند زین بوم و بر باژ و ساو

## تخته نرد در جمهوری اسلامی ایران
برخی از مراجع شیعه تخته نرد را حرام می‌دانند و برخی دیگر آن را در حالی که به نیت قمار نباشد جایز می‌دانند. اولین مجوز رسمی تخته نرد در جمهوری اسلامی در آبان ۱۳۹۴ توسط اداره کل ورزش و جوانان استان فارس صادر گردید اما به سرعت این مسئله با واکنش روحانیان سُنی شیراز مواجه شد. آنان این مجوز را مایه شرمساری شیراز به عنوان سومین حرم اهل بیت عنوان کردند و خواستار توضیح مقامات ورزشی استان شدند. آن‌ها معتقدند تخته نرد چون با تاس بازی می‌شود بازی فکری نیست.

## روش بازی کردن

### آغاز بازی

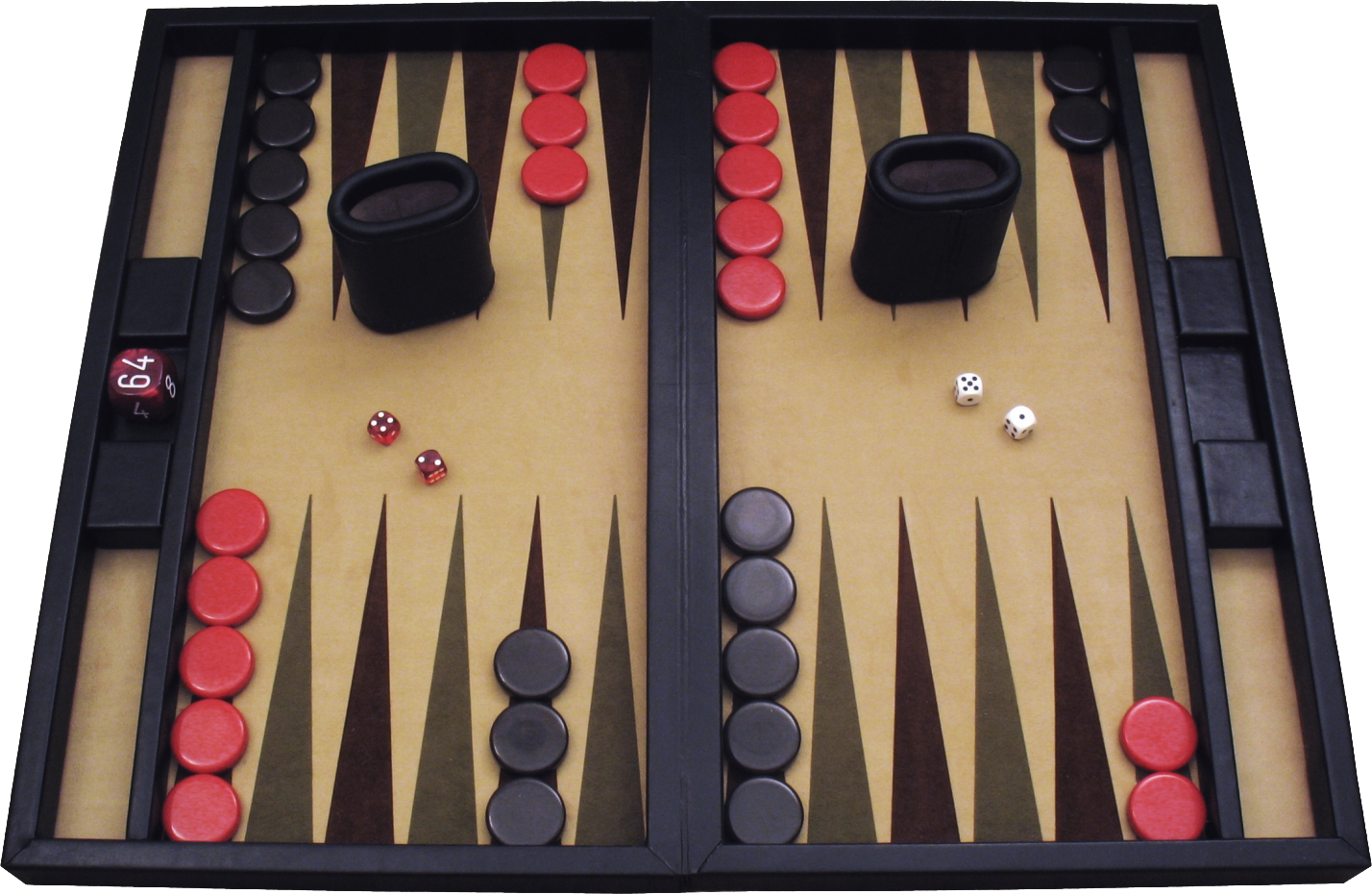
نحوه چیدن مهره‌ها در ابتدای بازی

دو روش وجود دارد. در روش اول هر دو بازیکن عدد زوج یا فردی را انتخاب می‌نمایند و یک نفر تاس می‌اندازد اگر عدد روی تاس زوج بوده و عدد انتخابی خودش هم زوج بوده بازی را شروع می‌کند اگر نه به رقیب واگذار می‌کند و در روش دوم ابتدا، هر بازیکن یک تاس پرت می‌کند. بازیکنی که عدد بیشتری بیاورد بازی را آغاز می‌کند. در صورت مساوی شدن، دوباره تاس را پرتاب می‌کنند (شخص آغازکننده با همان تاس ریخته شده بازی می‌کند و دوباره تاس نمی‌ریزد مثلاً اگر حریف ۲ آورده باشد و شما ۵ شما باید ۲ و ۵ را حرکت کنید) سپس نوبت بازیکن دیگر می‌شود. عدد روی تاسها نشان می‌دهد که مهره‌ها چه تعداد خانه باید حرکت داده شوند. مهره‌ها روبه جلو و با قانون‌های زیر حرکت داده می‌شوند:
- مهره با توجه به عدد روی تاس به خانهٔ باز (خانه‌ای که از دو مهره یا تعداد بیشتری از مهره‌های حریف پر نشده باشد) می‌تواند جابجا شود.
- عددهای روی دو تاس تشکیل حرکت‌های جداگانه می‌دهد. به عنوان مثال، اگر عدد تاس یک بازیکن ۵ و ۳ باشد، او می‌تواند یک مهره را پنج خانه و مهره دیگری را سه خانه جلوتر در خانه باز قرار دهد. یا می‌تواند یک مهره را هشت خانه به جلو ببرد و در یک خانه باز قرار دهد (تنها در صورتی که نقطه میانی سه و پنج هم‌زمان بسته نباشند). خانه بسته خانه‌ای است که دو مهره یا مهره‌های بیشتری از حریف آن خانه را پر کرده باشد.
- بازیکنی که تاسش دو عدد برابر می‌آورد، اصطلاحاً جفت آورده و معادل آوردن چهار تا از آن عدد است؛ مثلاً اگر تاس ۶ و ۶ بیاورد، بازیکن دارای چهار «شش» برای استفاده‌است، و می‌تواند هر ترکیبی از مهره‌ها را حرکت دهد.
- بازیکن باید تا زمانی که حرکت قانونی با عدد روی تاسها دارد، حرکت کند و نمی‌تواند از عددی که آورده صرف نظر کند؛ مثلاً اگر جفت ۳ آورده و فقط سه تای آن‌ها را می‌تواند بازی کند، باید آن سه را بازی کند.
- بازیکن همواره باید بیشترین تعداد حرکت را که می‌تواند بازی کند، به این معنی که اگر فرضاً تاس بازیکن ۴ و ۵ بیاید به این صورت که اگر مهره‌ای خاص را ۴ خانه حرکت دهد دیگر امکانی برای بازی کردن تاس ۵ نداشته باشد اما اگر مهره‌ای دیگر را ۴ خانه حرکت دهد امکان بازی کردن تاس ۵ نیز برایش مهیا شود اجباراً باید حالتی را که امکان بازی کردن هر دو تاس را به او می‌دهد بازی کند حتی اگر آشکارا به ضررش باشد.

### زدن و خوردن
خانه اشغال شده توسط یک مهره، تک نامیده می‌شود. اگر حریف روی مهره تک بیاید، آن مهره را می‌زند و جای آن قرار می‌گیرد و مهره خورده شده روی «بار» قرار می‌گیرد. تا زمانی که یک بازیکن یک یا چند مهره بر روی بار دارد، باید نخست آن‌ها را وارد بازی کند. هنگامی که نوبت اوست، با توجه به عدد روی تاسش، مهره بیرون را در خانه بازی از ناحیه خودی حریف قرار می‌دهد.
به عنوان مثال، اگر یک بازیکن یک مهره در بار دارد، و تاسش ۴ و ۶ دارد، می‌تواند مهره اش را بر روی هر دو خانه چهار یا شش ناحیه خودی حریف قرار دهد به شرطی که آن خانه‌ها باز باشند. اگر هیچ خانه‌ای باز نباشد، بازیکن نوبت خود را از دست می‌دهد؛ ولی باید تا آنجا که می‌تواند مهره‌هایش را وارد کند و بقیه را برای نوبت بعدیش بگذارد.
پس از آنکه آخرین مهره خورده شده وارد بازی شد، بازیکن به بازی عادی خود ادامه می‌دهد و اگر از تاسش چیزی باقی‌مانده باشد، آن را بازی می‌کند.
نکته (زدن و بلند شدن): در صورتی که مهره تک شما در خانه حریف قرار داشته باشد (و بالعکس) بازیکن نمی‌تواند مهره را زده و مهره خود را از همان خانه حرکت دهد، که در اصطلاح بازی ایرانی «زدن و بلند شدن» مجاز نمی‌باشد. تنها در صورتی که بازیکن هیچ حرکت دیگری نداشته باشد مجاز به «زدن و بلند شدن» خواهد بود.

### خارج کردن
مورد نظر هیج مهره‌ای نبود با شرط اینکه در خانه‌های قبلش هم هیچ مهره‌ای نباشد، شما می‌توانید این مهره را از نزدیکترین خانه قبل از عدد تاس بردارید؛ مثلاً تمام مهره‌های شما در خانه‌های ۱، ۲، ۳ جمع است و شما تاس می‌اندازید. اگر تاس شما مثلاً ۴ و ۶ باشد شما می‌توانید دو مهره از خانه ۳ خارج کنید اما اگر در خانه ۵ شما مهره باشد و در خانهٔ چهار مهره ندارید، تخته نرد نمی‌توانید با تاس ۴ مهره از بازی خارج کنید و باید این تاس را بازی کنید.
حال اگر تاس جفت بیارید شما می‌توانید چهار مهره از خانه عدد تاس خارج کنید؛ مثلاً اگر جفت ۳ بیاورید در صورتی که چهار مهره در خانه ۳ باشد می‌توانید هر چهار مهره را خارج کنید. اگر کمتر از چهار مهره در خانه ۳ باشد و در خانهٔ ۲ مهره دارید، می‌توانید تعداد تاس ۳ باقی‌مانده را از خانه ۲ بردارید.

### مارس
درصورتی‌که قبل از اینکه حریف‌تان بتواند حداقل یک مهره را خارج کند، تمام مهره‌هایتان را از بازی خارج کنید، حریف شما مارس شده و امتیازی که به دست می‌آورد. روی عدد ۴ می‌رود و نتیجه هر ست در عدد کیوب ضرب خواهد شد؛ یعنی اگر شما مارس شدید و کیوب روی ۴ باشد شما ۸ امتیاز دادید و اگر یک دست معمولی باختید و کیوب روی ۲ باشد ۲ امتیاز به حریف خواهید داد یا اگر مارس اکبر شده باشید و کیوب روی ۱۶ بوده باشد ۴۸ امتیاز داده‌اید.

### انواع تخته نرد های موجود در بازار ایران:
تخته نردهای موجود در ایران شامل تخته نردهای زیر می باشد:
- تخته نرد مدرن
- تخته نرد ام دی اف یا چاپی
- تخته نرد چرم
- تخته نرد چوب روسی
- تخته نرد جیبی
- تخته نرد خاتم کاری
- تخته نرد چوب گردو
- تخته نرد منبت کاری